# Raymond Berenger
Raymond Berenger (zm. 1374) – 30 wielki mistrz zakonu joannitów w latach 1365–1374.